# Damias catarrhoa
Damias catarrhoa là một loài bướm đêm thuộc phân họ Arctiinae, họ Erebidae.